# Casa Ravenscrag
La Casa Ravenscrag (in francese: Maison Ravenscrag) è una storica residenza vittoriana situata a Montréal in Canada, nel quartiere noto come Miglio quadro dorato.

## Storia
Nel 1860 Hugh Allan acquistò quattordici acri di terra sulle pendici del Mont-Royal per 10 000 dollari, precedentemente parte della tenuta di Simon McTavish. All'epoca la proprietà era situata in aperta campagna ed era fuori dai confini della città di Montréal. Il nuovo proprietario commissionò quindi la progettazione e la costruzione di una villa sui terreni all'architetto Victor Roy di Liverpool e a John W. Hopkins dello studio William & Wily. Questi realizzarono una residenza in stile italianeggiante entrato in voga a quell'epoca dopo la costruzione, in Inghilterra, della Osborne House per la regina Vittoria e il re Alberto. La dimora contava in origine più di 72 stanze ed era dotata di ogni comodità che il secolo poteva offrire, specialmente in termini di idraulica e riscaldamento.
Allan  decise di battezzare la villa Ravenscrag alla fine dei lavori in onore di uno dei suoi luoghi d'infanzia preferiti, le rovine del Castello di Ravenscraig nell'Ayrshire Orientale.